# مدرسه شفیعیه (اصفهان)
مدرسه شفیعیه اصفهان مربوط به دوره صفویه است و در اصفهان، خیابان ابن‌سینا، کوچه پاگلدسته واقع شده و این اثر در تاریخ ۱۱ مرداد ۱۳۷۶ با شمارهٔ ثبت ۱۹۰۸ به‌عنوان یکی از آثار ملی ایران به ثبت رسیده‌است.